# Fiera del crocifisso ritrovato

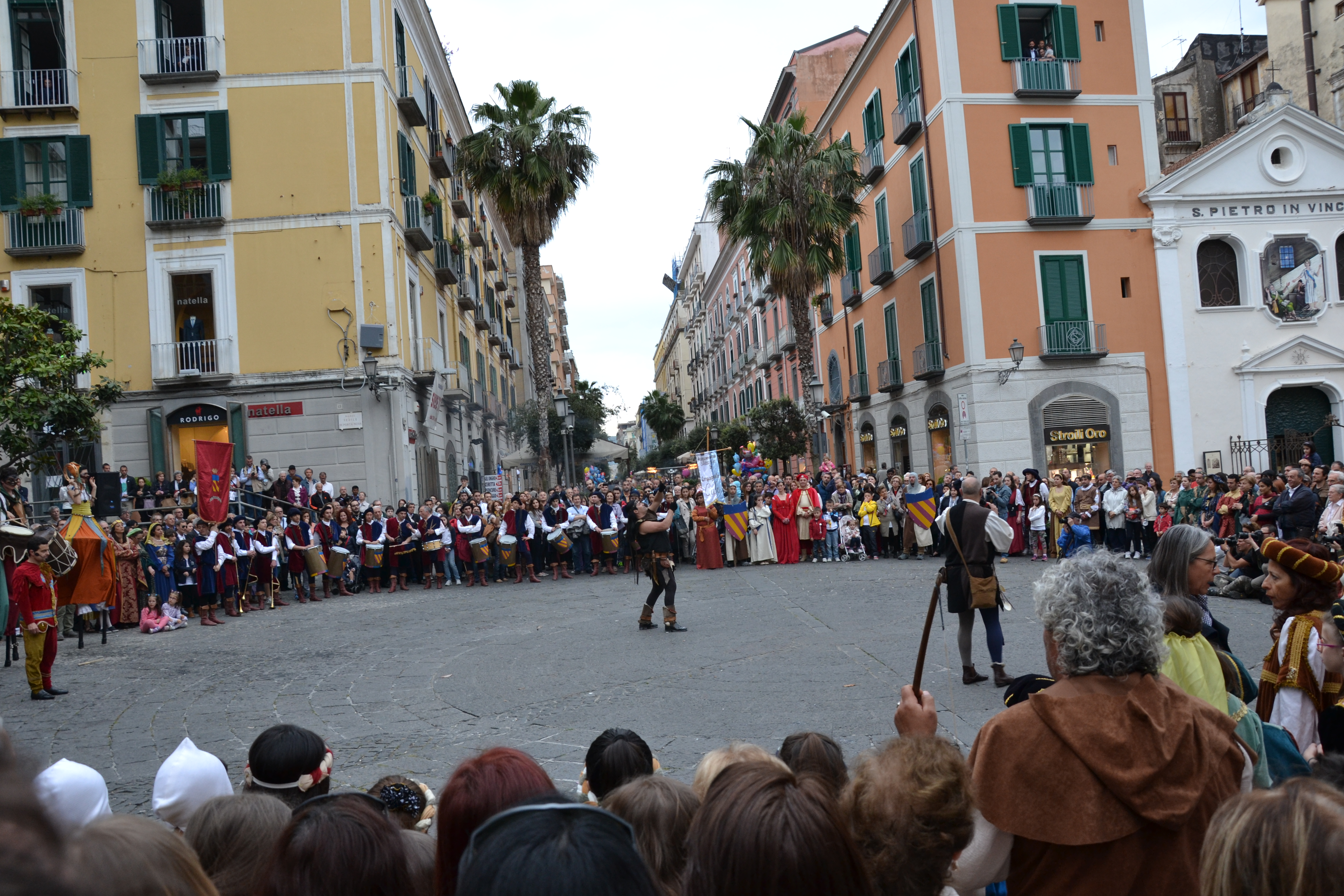
Un momento della Fiera del Crocifisso all'inizio del Corso Vittorio Emanuele II

La fiera del crocifisso ritrovato è una manifestazione che ha luogo nel centro storico di Salerno istituita nel Medioevo che richiamava mercanti da tutto il centro-sud. La manifestazione prevede spettacoli, rievocazioni storiche e costituisce una vetrina per l'artigianato locale e non.
È considerata una delle più importanti manifestazioni di rievocazione storica di tutta Italia.

## La storia
La storia della fiera risale all'XI secolo ed è legata ad una leggenda che ha come protagonista Pietro Barliario. Si racconta che due suoi nipoti, dopo aver letto un libro di negromanzia lasciato incustodito morirono per lo spavento e Barliario, a causa dei sensi di colpa e dopo aver bruciato il libro si recò presso la chiesa di San Benedetto per chiedere il perdono del Cristo crocifisso. Dopo tre giorni e tre notti di preghiere il Cristo mosse la testa verso Barliario e schiuse gli occhi in segno di perdono. Dalla notizia del miracolo tutti i salernitani si recarono nella chiesa per venerare il crocifisso e vi fecero ritorno tutti i venerdì di marzo. Da anni la fiera si svolge per le strade del centro storico di Salerno '900.

## La fiera oggi
Dal 1992 la fiera del crocifisso ritrovato è tornata al suo antico splendore e si svolge nuovamente nel centro storico. La nuova formula è caratterizzata da manifestazioni in costumi medioevali, rievocazioni storiche, botteghe artigianali e artisti di strada. Le maggiori compagnie che si occupano di allestire la fiera sono: la Compagnia del sipario di Verona, la Compagnia degli arcieri di Avalon di Salerno, il gruppo di rievocazione storica di Monna Cinzia da Fabriano e l'associazione specializzata in danze medioevali "il Contrappasso".

### I luoghi
La fiera si snoda in tutto il centro storico della città e le varie attività sono così dislocate:
- Via Masuccio Salernitano: artigiani, taverne e gastronomia
- Piazza Sant'Agostino: mercato dell'artigianato e prodotti tipici
- Largo San Petrillo e piazza Abate Conforti: mercato di arti e mestieri
- Largo Cassavecchia: mostra permanente dell'editoria meridionale
- Piazza Tempio di Pomona: piazza delle erbe e mercato medioevale
- Piazza Alfano I: Medioevo didattico con botteghe artigiane
- Largo Barbuti: prodotti tipici e taverna medioevali
- Largo Campo: prodotti tipici e degustazioni

### Edizioni
In ciascuna edizione, a partire dal 2008, la fiera ha uno slogan diverso:
- 2008 - Salerno come al tempo di Re Manfredi
- 2009 - Salerno Città Giardino
- 2010 - Salerno: Storia e Magia
- 2011 - Salerno: Nel segno del medioevo
- 2012 - Da Barliario a Matteo Silvatico
- 2013 - Vivere il Medioevo
- 2014 - Il Medioevo, cultura, tradizione e storia
- 2023 - Nei vicoli del tempo